# Karangasem (regentschap)

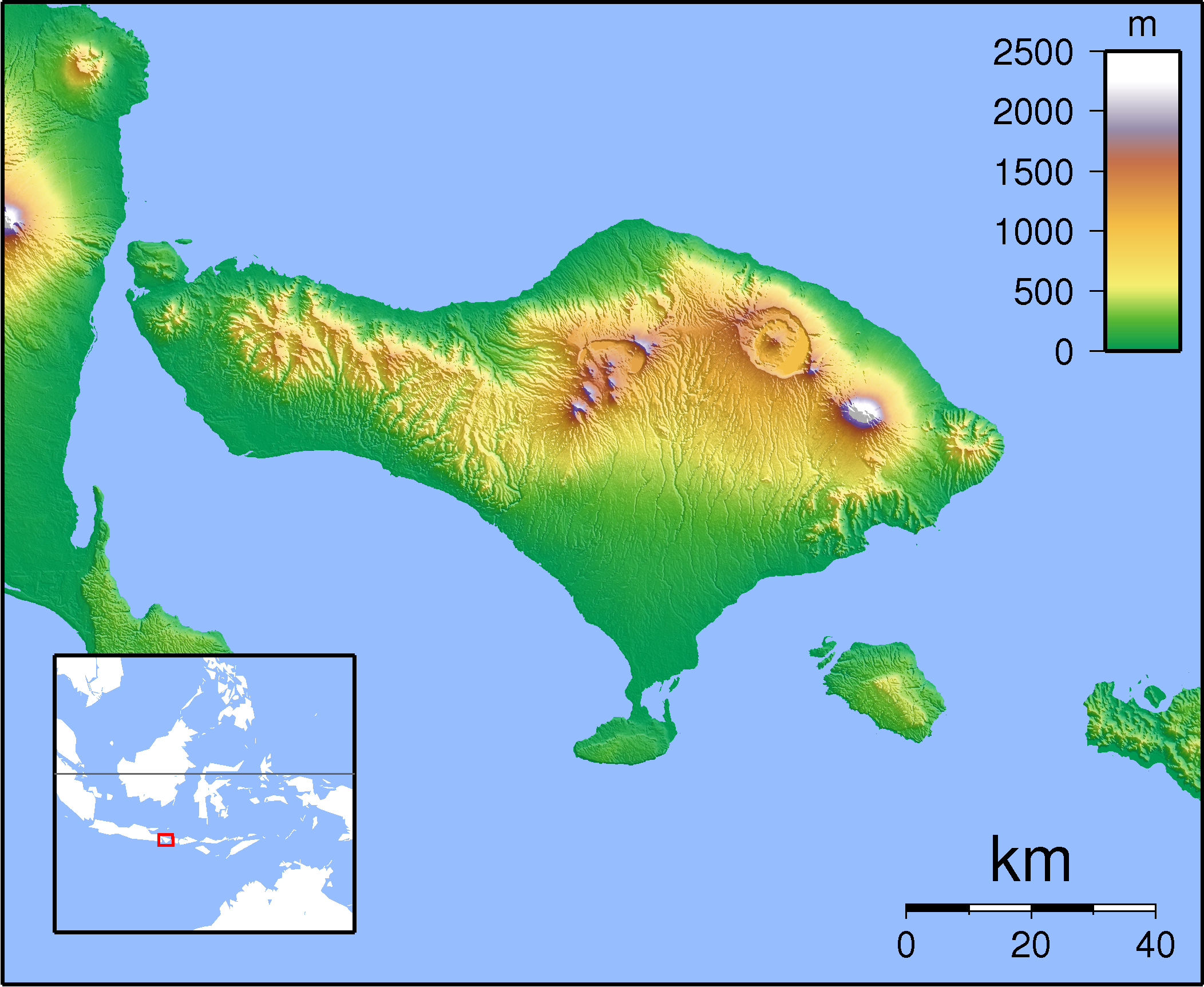
Ligging

Karangasem is een regentschap (kabupaten) en voormalig vorstendom op het eiland Bali in Indonesië. Het beslaat het oostelijke deel van Bali en heeft een oppervlakte van 839,54 km² en een bevolking van 369.320 (2002). Het bestuurlijke centrum is gevestigd in de hoofdplaats Amlapura. Nadat het eerst zijn noordkust aan het expantionistische vorstendom Buleleng kwijtspeelde wist het zijn noordkust later te heroveren. In 1963 werd Karangasem vernietigd bij een uitbraak van de vulkaan Agung. Er vielen uiteindelijk 1900 doden. Karangasem was een koninkrijk voordat Bali in 1908 door de Nederlanders werd veroverd.

## Districten
Het regentschap is verdeeld in acht districten, de inwoneraantallen zijn uit 2010:
- Rendang 36.931
- Sidemen 31.617
- Manggis 44.041
- Karangasem 82.606
- Abang 60.965
- Bebandem 45.160
- Selat 38.114
- Kubu 57.053

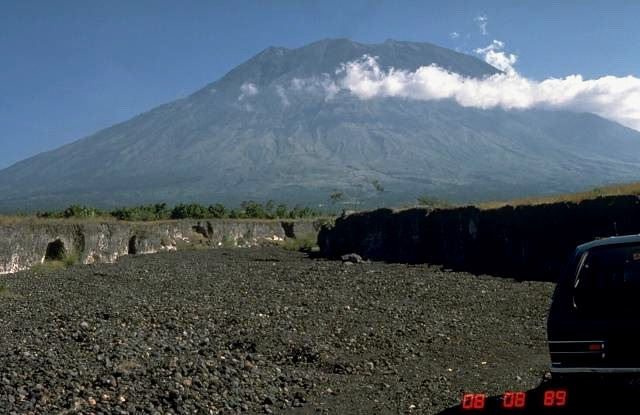
de berg Agung

De plaats Budakeling in Karangasem kan model staan voor religieuze tolerantie en harmonisch samenleven van hindoes en moslims. Saren Jawa dorp is de thuishaven van 100 moslimgezinnen en is omgeven door Balinese Hindoedorpen na de Siwa - Buda geloofssysteem, een samensmelting van het hindoeïsme en Mahayanaboeddhisme. De mensen van Saren Jawa behulp combineren Balinese voornamen en islamitische achternamen, zoals Ni Nyoman Maimunah.

## Toerisme
Interessante plaatsen zijn:
- De Pura Besakih

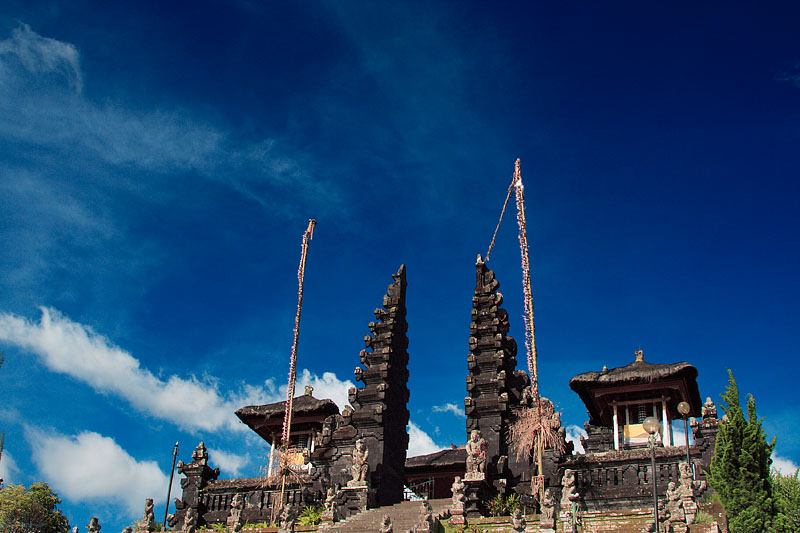
De belangrijkste tempel van Besakih

- Tenganan, een Bali Aga dorp (de oorspronkelijke Bali), met inwoners die nog steeds leven volgens hun oude tradities
- Stadsstrand Amed
- Candidasa is een goed uitvalsbasis om plaatsen langs de oostkust van Bali te bezoeken. Een eindje ten oosten van Candidasa ligt het dorp Bugbug. De inwoners vieren de Perang Dawa (oorlog van de goden) om de twee jaar bij volle maan van de vierde maand (oktober). Mensen van alle nabijgelegen dorpen klimmen naar de top van een heuvel en offeren varkens door ze in de bomen op te knopen waarbij de oude strijd met de veroveraars uit Buleleng wordt herdacht.
- Wit strand bij het dorp Prasi

Stadsgemeenten: Denpasar

Regentschappen: Badung · Bangli · Buleleng · Gianyar · Jembrana · Karangasem · Klungkung · Tabanan